# Lintah Darat
Pour les articles homonymes, voir Darat.
Pour plus de détails, voir Fiche technique et Distribution.
Lintah Darat (littéralement L'Usurier) est un film perdu des Indes orientales néerlandaises (aujourd'hui Indonésie), réalisé par Wu Tsun, sorti le 28 août 1941.